# Kleinsy Bonilla
Kleinsy Bonilla (Jalapa, Guatemala, 1980) es una abogada guatemalteca doctora en Cooperación internacional para el desarrollo. Es la primera Directora del capítulo de Guatemala en la Organización para las Mujeres en Ciencia para el Mundo en Desarrollo. Su campo de investigación se centra en la construcción y fortalecimiento de las capacidades en ciencia y tecnología en países periféricos como Guatemala y Centroamérica, pues en este existen muy pocos investigadores por cada millón de habitantes. También desarrolla y divulga temas de movilidad estudiantil y cooperación internacional entre países en disciplinas CTIM, también la reducción y eliminación de brechas de género en la ciencia. Desde el mes de noviembre de 2021 es vicepresidenta de la OWSD para la Región de América Latina y El Caribe por el período 2021-2025.

## Trayectoria
Estudió Derecho en la Universidad de San Carlos de Guatemala y después de su graduación trabajó como delegada de la Procuraduría General de la Nación (PGN) para la región del Nororiente del país y como profesora en la Facultad de Ciencias Jurídicas y Sociales de la Universidad de San Carlos de Guatemala para Oriente CUNORI.

En el año 2006 obtuvo una beca de maestría por parte de la Agencia de Cooperación Internacional de Corea (por sus siglas en inglés KOICA) para estudiar en la Facultad de Posgrado de Estudios Internacionales Pan-Pacíficos en la Universidad de Kyung Hee. Durante su estadía profundizó acerca de los estudios de género en particular la Teoría de Techo de Cristal y presentó su tesis titulada «Relevancia de la teoría de techo de cristal para explicar las diferencias de género en la fuerza laboral de Corea del Sur». En su tesis concluyó que: 
Los avances en educación y entrenamiento que han alcanzado las mujeres coreanas no se ve reflejado en la ocupación de posición de liderazgo y toma de decisión tanto en el sector público como en el sector privado. Es decir, aunque ellas tienen el mismo acceso a educación superior, obtienen postgrados de alta calidad al igual que sus pares hombres, su liderazgo en actividades económicas y de participación política se reducen debido a múltiples barreras por su condición de mujeres, lo que resulta en brechas de género y afecta negativamente la fuerza laboral de Corea y su productividad.
Regresó a Guatemala en el año 2008 y se vinculó como miembro del equipo de la oficina para Guatemala de la Agencia de Cooperación Internacional de Corea, desde donde se enfocó en incrementar el número de personas becarias guatemaltecas que realizan estudios de pregrado y postgrado en Corea del Sur. En el año 2009 volvió a la República de Corea para realizar estudios de doctorado en Cooperación Internacional para el Desarrollo siempre en la Facultad de Posgrado de Estudios Internacionales Pan-Pacíficos en la Universidad de Kyung Hee. En esa ocasión profundizó en el tema de capital humano específicamente para Guatemala, donde sistematizó y demostró cuál es el valor económico que implica formar a personas en Guatemala con becas de postgrado (maestrías y doctorados) con recursos de la cooperación internacional. Después de graduarse de sus estudios doctorales, se desempeñó como asesora en cooperación internacional en ciencia y tecnología para dos misiones diplomáticas, la primera en la Embajada del Ecuador en Corea del Sur ] (2013-2015) y la segunda en la Embajada de la República de Corea del Sur en Chile. Desde el año 2017 es investigadora asociada al Instituto de Geociencias de la Universidad Estatal de Campinas dedicándose a investigar procesos de construcción de capacidades científicas y tecnológicas en países en desarrollo y la importancia de la cooperación internacional para reducir las brechas existentes entre los países más avanzados y los países científicamente rezagados. 
Desde el año 2009 es miembro de la Junta Directiva del Instituto para el Desarrollo de la Educación Superior en Guatemala, organización desde la cual  asesora a aspirantes a apoyos becarios para realizar estudios o entrenamientos y así contribuir a la construcción de la fuerza científica y profesional de Guatemala. Es miembro fundador de la Red de Diplomacia Científica de Latinoamérica y el Caribe. (Diplocientífica).

## Investigación y Divulgación

### Investigación
En 2017 se vinculó a la Universidad Estatal de Campinas, Brasil para enfocarse en proyectos de investigación en políticas CTIM. Fue investigadora postdoctoral en el proyecto titulado "Construcción de capacidades en ciencia y tecnología en países en desarrollo: Guatemala, El Salvador y Honduras" con la Facultad de Ciencias Aplicadas.  Entre sus intereses de investigación se encuentra el relacionamiento internacional que los países promueven a través de la cooperación en ciencia y tecnología, la interacción entre ciencia y política exterior conocido como Diplomacia Científica. Uno de los enfoques en sus investigaciones se relaciona con la Diplomacia Científica desde la perspectiva latinoamericana, atendiendo a las características específicas de la región incluyendo las enormes desigualdades existentes en sus poblaciones, los rezagos científicos y tecnológicos y la prevalencia de una agenda pública más dedicada a la coyuntura que a la estructura.  

### Divulgación
Desde el año 2008 la doctora Bonilla participa en el Instituto para el Desarrollo de la Educación Superior en Guatemala, INDESGUA. A través de INDESGUA se ha logrado incidir en la formación de hombres y mujeres de países en desarrollo, especialmente de Guatemala, accediendo a oportunidades de apoyos becarios para programas de entrenamiento y programas educativos.

## Publicaciones
- Bonilla, K. and Kwak, J. S.. (2014). Challenges of Highly Educated Human Resources in Guatemala. Asian Journal of Latin American Studies, 27 (3), 17-43.
- Bonilla, K. and Kwak, J. S. (2015). Effectiveness of Donor Support for Capacity Development in Guatemala: A Study of Scholarship Provision for Overseas Postgraduate Education. Iberoamericana, 1, 293-344[14]
- Bonilla, K. and Serafim, M. P. (2018). Análises das políticas de formação de alto nível de capital humano em ciência e tecnologia na Guatemala: desafios e oportunidades. Reflexiones Coyunturales Lationamericanas.[15] Pedro & João Editores. 189-217
- Bonilla, K., Bin, A., Salles-Filho, S. (2018). Building Science, Technology, and Research Capacity in Developing Countries: Evidence from student mobility and international cooperation between Korea and Guatemala. STI Policy Review. Vol. 9 (1). 99-132
- Salles-Filho, S., Bin, A., Bonilla, K., Colugnati, F. A. B. (2021). Effectiveness  by  Design:  Overcoming  Orientation and Transaction Related Barriers in Research-Industry Linkages. Revista de Administração Contemporânea. Brazilian Journal of Contemporary Administration[16]
- Bonilla, K., Serafim, M. and Bamaca-Lopez, E. (2021) Science Diplomacy in Ecuador: Political Discourse and Practices between 2007-2017. Frontiers in Research Metrics and Analytics[17]
- Bonilla, K.; Cabrera, J.; Calles-Minero, C.; Torres-Atencio, I.; Aquino, K.; Renderos, D.. and Alonzo, M. (2021). Participation in Communities of Women Scientists in Central America: Implications from the Science Diplomacy Perspective. Frontiers in Research Metrics and Analytics[18]